# Félix Pérez Camacho

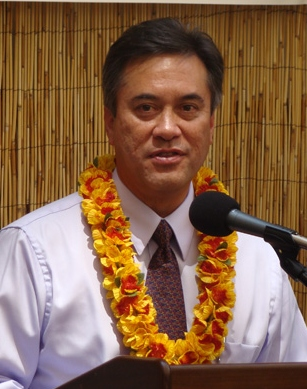
Félix Pérez Camacho.

Félix Pérez Camacho (Camp Zama, Japón, 30 de octubre de 1957) es un empresario y político guameño. Desde 2003 a 2011 sirvió como gobernador del territorio no incorporado estadounidense de Guam.

## Biografía
Camacho nació en una base militar estadounidense en Japón, mientras que su padre, que más tarde se convertiría en  el primer gobernador electo de Guam, estaba sirviendo en el ejército. Se crio en Tamuning, Guam, y fue educado en el sistema de escuelas católicas. Luego recibió una licenciatura en administración de negocios y finanzas en 1980 en la Universidad de Marquette.
Camacho ha ocupado cargos en la Corporación Financiera del Pacífico como gerente de seguros y con IBM como administrador de la cuenta. En marzo de 1988, el gobernador José Ada lo nombró subdirector de la Agencia de Servicios Públicos de Guam y ese mismo año fue elegido como director ejecutivo del departamento. En 1992, Camacho, fue elegido senador en la Legislatura vigésimo segunda de Guam, y posteriormente fue reelegido en 1994 y 1996. Como senador, se desempeñó como presidente de la Comisión de Turismo, Transporte y Desarrollo Económico. También se desempeñó como jefe de la mayoría.
En 1998, Camacho fue el compañero de fórmula de José Ada en la campaña por la gobernación. Su pérdida como resultado de la ausencia de Camacho de los cargos públicos para los próximos dos años. Después de haber ganado en la elección legislativa del año 2000, Camacho volvió a la legislatura y recuperó la presidencia, así como la posición de líder de la mayoría.
En 2002, Camacho se asoció con el también senador Moylan Kaleo como candidato a gobernador de Guam y el vicegobernador demócrata y derrotó a los contendientes Robert Underwood, delegado de Guam, y el senador Tom Ada.
Debido a varios desacuerdos con Moylan durante su primer mandato, Camacho tomó al senador Michael W. Cruz, MD, como su compañero de fórmula en 2006. Camacho derrotó otra vez a Robert Underwood (esta vez con el senador Frank Aguon, Jr. como compañero de fórmula) para ganar la gubernatura para un segundo mandato.
Es miembro de los Caballeros de Colón y participa en numerosas actividades cívicas. Además, fue distinguido como uno de los hombres Jóvenes Sobresalientes de América y recibió el premio de la Cámara Júnior del Pacífico Tres Jóvenes Sobresaliente. Está casado con Joann G. Camacho y tiene tres hijos. La señora Camacho es sobrina de Vicente Gumataotao, el alcalde de Piti y primo hermano de José Gumataotao, el esposo de la actual Tesorera de los EE. UU., Rosa Gumataotao Ríos.